# Куртоп, Вильям Джон
Вильям Джон Куртоп (англ. William John Courthope; 1842—1917) — английский писатель, биограф и историк литературы.
Автор фантастических стихотворений («The Tercentenary of Cerydon», «The Paradise of Birds» и др.); наиболее известен как историк литературы XVIII века и как образцовый издатель (с Эльвином) собрания сочинений Попа, в заключительном томе которого он поместил биографию поэта (1889). Кроме того написал биографию Аддисона (1884), «The liberal movement in the English literature» (1885) и др.